# Linux XP
Linux XP è stata una distribuzione Linux (in alcuni casi non gratuita) russa basata su Fedora Core, sviluppata dal 2004 al 2010 e nata con l'obiettivo di creare una distribuzione del tutto somigliante al sistema operativo Microsoft Windows XP, per aiutare gli utenti meno esperti a migrare da Windows ad una interfaccia Linux.
Il sistema di aggiornamento (Yum), che sulla originaria distribuzione Fedora Core era disponibile solo tramite riga di comando, era gestibile da un'interfaccia grafica simile a Windows Update.
Linux XP era dotato di software Wine già configurato, che permetteva di utilizzare alcuni programmi per sistema operativo Windows.
Un progetto simile è Ylmf OS.